# Touch (гурт)
Touch (кор. 터치, скорочено від The Original Undeniable Charismatic Homme) — південнокорейський бой-бенд, сформований YYJ Entertainment у Сеулі, Південна Корея. На даний момент гурт складається з п'яти учасників: Чульмінп, Сонґьона, Джеука, Сануна і Санука. Вони дебютували 22 жовтня 2010 року з синглом «Me». Їхніх фанатів називають «Touchables».

## Учасники

### Поточні
- Чульмін (кор. 철민)
- Сонґьон (кор. 성용)
- Джеук (кор. 재욱)
- Сонун (кор. 선웅)
- Санук (кор. 상욱)

### Колишні
- Ханджун (кор. 한준)
- Йонхун (кор. 영훈)
- Мінсок (кор. 민석)
- Джунйон (кор. 준용)
- Дабін (кор. 다빈)
- Канхьон (кор. 강현)

## Діскографія

### Мініальбоми
| Назва             | Деталі альбому | Пікові позиції у чартах | Продажі                  |
| Назва             | Деталі альбому | KOR                     | Продажі                  |
| ----------------- | --- | ----------------------- | ------------------------ |
| Touch             | - Реліз: 22 жовтня 2010 - Лейбл: YYJ Entertainment, LOEN Entertainment - Формат: CD, цифрове завантаження Трек-лист 1. «Me» (кор. 난) 2. «Touch» 3. «Killin' Me»       | 26                      | Н/Д                      |
| Too Hot To Handle | - Реліз: 5 травня 2011 - Лейбл: YYJ Entertainment, CJ E&M - Формат: CD, цифрове завантаження Трек-лист 1. «Too Hot 2 Handle» 2. «Luv» 3. «Rockin' The Club» 4. «Today» | 12                      | - Південна Корея: 1,618+ |

### Сингли
| Назва                                                                            | Рік       | Пікові позиції у чартах | Пікові позиції у чартах | Альбом               |
| Назва                                                                            | Рік       | KOR                     | JPN                     | Альбом               |
| Корейські                                                                        | Корейські | Корейські               | Корейські               | Корейські            |
| -------------------------------------------------------------------------------- | --------- | ----------------------- | ----------------------- | -------------------- |
| «Me» (кор. 난)                                                                   | 2010      | —                       | Н/Д                     | Touch                |
| «Rockin' The Club»                                                               | 2011      | —                       | Н/Д                     | Too Hot To Handle    |
| Walk With Me (кор. 같이 걷자)                                                    | 2012      | —                       | Н/Д                     | Сингли поза альбомом |
| «Me» (кор. 난) new ver.                                                          | 2014      | —                       | Н/Д                     | Сингли поза альбомом |
| Японські                                                                         |           |                         |                         |                      |
| «Start To Fly»                                                                   | 2013      | Н/Д                     | —                       | Сингли поза альбомом |
| «Kimi Ni ～Maybe I Fall In Love～» (яп. キミに)                                  | 2014      | Н/Д                     | —                       | Сингли поза альбомом |
| «—» релізи, що не потрапили у чарти або не були випущені у відповідних регіонах. |           |                         |                         |                      |